# Академия наук КНДР
Корейская академия наук (также известная как Академия наук КНДР) — государственная академия наук Корейской Народно-Демократической Республики, крупнейший в стране центр фундаментальных исследований.

## История
Решение о создании Академии наук КНДР было принято в мае 1952 года на съезде работников науки в Пхеньяне (участниками которого являлись свыше 180 работников науки КНДР, руководители правительства КНДР и Трудовой партии Кореи, а также представители научного сообщества из зарубежных стран). 22 октября 1952 года кабинет министров КНДР утвердил состав и структуру АН КНДР. Первым президентом АН КНДР стал Хон Мён Хи, членами АН КНДР были утверждены десять человек, кандидатами в члены академии наук - ещё 15 человек. В декабре 1952 года академия наук начала работу.
Первоначально имела три отделения - общественных наук (с четырьмя институтами), технических наук (с двумя институтами), сельскохозяйственных и медицинских наук (с двумя институтами).
С 1961 года АН КНДР входит в Международный совет по науке.
В ходе реформирования структуры в 1963 году были созданы Академия сельскохозяйственных наук КНДР и Академия медицинских наук КНДР, а в феврале 1964 года - Академия общественных наук КНДР.
По состоянию на 1972 год АН КНДР объединяла не менее 13 исследовательских институтов по естественным и техническим наукам (в том числе физико-математический, геолого-географический, технический, чёрных металлов, цветных металлов, горючего и топлива, силикатов, машиностроения, автоматизации, промышленной микробиологии, экспериментальной биологии, зоологии, ботаники, химического волокна и химико-технический), координировала деятельность академий медицинских и сельскохозяйственных наук.
В городе Хамхын был создан филиал АН КНДР, имевший в составе исследовательские институты неорганической, органической, высокомолекулярной и аналитической химии. При филиале действовали обсерватория и научно-экспериментальный завод. 
В 1978 году научная библиотека АН КНДР была выделена в отдельное структурное подразделение. Позднее были созданы Академия педагогических наук и Академия лёгкой промышленности.
В 1984 году президентом АН КНДР стал Чон Гичол.
В 1986-1988 гг. в составе АН КНДР действовали два региональных филиала (в городах Хамхын и Пхёнсон) и свыше 20 научно-исследовательских институтов и учреждений.
В мае 2013 года в КНДР был принят закон о создании зон экономического развития, в соответствии с которым в октябре-ноябре 2013 года в Пхеньяне началось создание "зоны технологического развития Ынджон" (на территории которой находятся Академия наук КНДР и ряд других научно-исследовательских учреждений).